# Pollia subrubiginosa
Pollia subrubiginosa is een slakkensoort uit de familie van de Buccinidae. De wetenschappelijke naam van de soort is voor het eerst geldig gepubliceerd in 1879 door E.A.Smith.